# Beierochelifer peloponnesiacus jonicus
Beierochelifer peloponnesiacus jonicus es una subespecie de arácnido del orden Pseudoscorpionida de la familia Cheliferidae.

## Distribución geográfica
Se encuentra en Grecia.